# Boronia bella
Boronia bella är en vinruteväxtart som beskrevs av M. F. Duretto. Boronia bella ingår i släktet Boronia och familjen vinruteväxter. Inga underarter finns listade i Catalogue of Life.